# 김명성 (1988년)
김명성(金明成, 1988년 4월 8일 ~ )은 KBO 리그 전 두산 베어스의 투수이다.

## 롯데 자이언츠시절
2011년 1라운드(전체 5순위) 지명을 받아 롯데 자이언츠에 입단하였다. 중앙대 체육교육학과 시절 2010년 대학 야구 리그 11경기에서 6승 무패, 평균자책 1.72에 탈삼진 54개를 잡아내는 위력을 과시했다. 그러한 기량을 인정받아 광저우 아시안 게임에 참가하여 금메달을 획득했다. 그러나 롯데 자이언츠 입단 이후에는 1군 4경기 1패에 그쳐 별 활약을 보여 주지 못하였고, 2012년 6월 17일 자신의 1군 첫 상대 팀이었던 두산 베어스에 포수 용덕한을 상대로 트레이드되었다.

## 두산 베어스시절
트레이드된 이후에는 밸런스를 잡기 위해 1군에 올라오지 않았으며, 2013년에 1군으로 복귀하여 그 해 한국시리즈에도 출전했다. 2016년 오장훈, 최영진, 김강과 함께 방출되었다.

## 출신 학교
- 서울중대초등학교
- 이수중학교
- 장충고등학교
- 중앙대학교 체육교육학과

## 대한민국 야구 국가대표팀

### 2010년 아시안 게임
광저우 아시안 게임 야구 국가대표팀 명단에 당시 아마추어 선수로는 유일하게 대표팀 명단에 뽑혔고 파키스탄전에 선발 등판하여 무실점 호투를 하였다.
2010년 11월 16일 조별리그 B조 파키스탄전
| 팀                                         | 1 | 2 | 3 | 4 | 5 | 6 | 7 | 8 | 9 | R  | H  | E |
| 대한민국                                   | 3 | 4 | 1 | 0 | 9 | X | X | X | X | 17 | 15 | 1 |
| 파키스탄                                   | 0 | 0 | 0 | 0 | 0 | X | X | X | X | 0  | 2  | 4 |
| 승리 투수: 김명성 패전 투수: HAIDER Saleem |   |   |   |   |   |   |   |   |   |    |    |   |

그는 이 날 경기 선발로 나와 2와 ⅓이닝동안 무실점 투구를 보여주었고, 이후에 금메달을 목에 걸면서 병역 문제도 완전히 해결했다.
그 후 롯데 자이언츠 납회식에 참석한 자리에서 "주위에서 부럽다고 많이 얘기한다. 기쁘기도 하지만 그만큼 부담도 된다"며 "오히려 (병역 혜택을 받지 못한) 선배들한테는 죄송스럽기까지 하다. 그럴수록 더욱 열심히 해야겠다는 생각이 든다"고 전했다.
특히 그는 당시 대표팀 투수코치로 조범현 감독을 보좌한 김시진 감독에게 고마움을 표했다. 김시진 감독은 당시 금메달이라는 대승적 목표를 위해 투수코치를 자원한 후 소속팀을 가리지 않고 태극마크를 단 투수들을 지도했다. 그도 이런 혜택을 본 선수 중 한 명이다.
그는 "솔직히 난 다른 팀 선수가 아닌가, 한 번도 뵌 적이 없는데, 당시 자상하게 지도해 주셨다"며 "앞으로도 계속 연락을 드리고 싶다. 감사한 게 많다. 인간적인 면에서 더 감사드린다"고 거듭 고마움을 나타냈다.

## 통산기록
| 년도 | 팀    | 평균자책 | 경기수 | 완투 | 완봉 | 승 | 패 | 세 | 홀드 | 승률  | 타자수 | 이닝   | 피안타 | 피홈런 | 4사구 | 탈삼진 | 실점 | 자책점 |
| ---- | ----- | -------- | ------ | ---- | ---- | -- | -- | -- | ---- | ----- | ------ | ------ | ------ | ------ | ----- | ------ | ---- | ------ |
| 2011 | 롯데  | 9.39     | 4      | 0    | 0    | 0  | 1  | 0  | 0    | 2.087 | 39     | 7 2/3  | 14     | 3      | 2     | 3      | 8    | 8      |
| 2013 | 두산  | 4.09     | 8      | 0    | 0    | 0  | 0  | 0  | 0    | 1.273 | 47     | 11     | 7      | 0      | 7     | 9      | 5    | 5      |
| 2014 | 두산  | 2.35     | 8      | 0    | 0    | 0  | 0  | 0  | 0    | 0.783 | 28     | 7 2/3  | 4      | 1      | 2     | 3      | 2    | 2      |
| 2015 | 두산  | 7.79     | 17     | 0    | 0    | 1  | 0  | 0  | 0    |       |        | 17 1/3 | 27     | 2      | 11    | 10     | 15   | 15     |
| 통산 | 4시즌 | 6.18     | 52     | 0    | 0    | 1  | 1  | 0  | 0    |       |        | 43 2/3 | 52     | 6      | 22    | 25     | 30   | 30     |